# KinnPorsche
 (juillet 2022).
Le contenu est difficilement compréhensible vu les erreurs de traduction, qui sont peut-être dues à l'utilisation d'un logiciel de traduction automatique.
Production
Diffusion
KinnPorsche: The Series est une série télévisée dramatique d'action romantique thaïlandaise de 2022 basée sur un roman digital du même nom du duo d'écrivains Daemi. Elle met en vedette Phakphum Romsaithong (Mile) dans le rôle de Kinn et Nattawin Wattanagitiphat (Apo) dans le rôle de Porsche. La série suit Porsche, pret à tout pour gagner de l'argent et prendre soin de son jeune frère, alors qu'il se retrouve entraîné dans le monde souterrain de la mafia par Kinn.
Réalisée par Kongkiat Komesiri (Khom), Krisda Witthayakhajorndet (Pond) et Banchorn Vorasataree (Pepsi), la série a été diffusée entre le 2 avril 2022 et le 9 juillet 2022 sur One 31 tous les samedis à 23h00 (19h00 en France), tandis que sa version complète "non censurée", KinnPorsche: La Forte, était disponible à minuit sur la plateforme iQIYI.

## Synopsis
Kinn Anakinn Theerapanyakun, le deuxième fils et héritier de la famille mafieuse Theerapanyakun, est attaqué alors qu'il rentre chez lui après avoir conclu une négociation. Dans sa fuite, il tombe sur Porsche Pachara Kittisawat, un barman local et combattant clandestin. Kinn paie Porsche pour le protéger des hommes qui tentent de le tuer. Impressionné par les capacités de combat de Porsche, Kinn lui proposer d'être son garde du corps.
Afin de gagner assez d'argent pour envoyer son jeune frère Porchay à l'université et conserver la maison héritée de ses parents, Porsche finit par accepter à contrecœur la proposition de Kinn. Au cours des mois suivants, il apprend son nouveau rôle de garde du corps et découvre le milieu de la mafia dans lequel évolue Kinn. Les deux hommes se rapprochent et finissent par tomber amoureux.
Le contexte familial est tendu pour Kinn : la branche mineure de la famille, dirigée par son oncle Gun, cherche désespérément à prendre le contrôle de l'entreprise. Son père Korn est en mauvaise santé, son frère aîné est atteint de syndrome post-traumatique et son jeune frère, star montante de la musique, semble se désintéresser des affaires familiales.
Alors que d'autres gangs cherchent à s'imposer sur le territoire, Kinn et Porsche font front pour défendre les intérêts de la famille principale. Mais les choses ne sont pas ce qu'elles semblent être - Porsche est-il vraiment juste un gars rencontré au hasard, ou le mystère de la mort prématurée de ses parents est-il lié d'une manière ou d'une autre à la famille Theerapanyakun ?

## Distribution et personnages

### Rôles principaux
- Phakphum Romsaithong (Mile) dans le rôle de Kinn Anakinn Theerapanyakun, le deuxième fils et héritier présomptif de la branche principale de la famille Theerapanyakun.

- Nattawin Wattanagitiphat (Apo) dans le rôle de Porsche Pachara Kittisawat, ancien champion de taekwondo reconverti en barman.

### Rôles secondaires
- Wichapas Sumettikul (Bible) dans le rôle de Vegas Kornwit Theerapanyakul, le fils aîné et l'héritier présomptif de la branche secondaire de la famille Theerapanyakun.

- Jakapan Puttha (Build) dans le rôle de Pete Phongsakorn Saengtham, le garde du corps en chef de Tankhun et le colocataire de Porsche dans la maison des Theerapanyakun.

- Worakomol Satoe (Jeff Satur) dans le rôle de Kimhan Theerapanyakun, le frère cadet de Kinn, musicien et chanteur au succès croissant.

- Tinnasit Isarapongporn (Barcode) dans le rôle de Porchay Pitchaya Kittisawat "Chay", le frère cadet de Porsche qui tente d'intégrer un prestigieux programme de musique à l'université.

### Personnages récurrents

#### Les personnes autour de Porsche
- Patteerat Laemluang (Sprite) dans le rôle de Yok, la propriétaire du bar où travaille Porsche.
- Touchchavit Kulkranchang (Ping) dans le rôle de Jom, l'ami de Porsche.
- Pongsakorn Ponsantigul (Pong) dans le rôle de Tem, l'ami de Porsche.
- Thanavate Siriwattanagul (Gap) dans le rôle d'Arthee, l'oncle de Porsche et Porchay.
- Sarucha Phongsongkul (Annita) dans le rôle de Namphueng Kittisawat, la mère de Porsche et Porchay.

#### Les personnes autour de Kinn
- Nititorn Akkarachotsopon (Us) dans le rôle de Tay, l'ami de Kinn qui est en couple avec Time.
- Chalach Tantijibul (JJ) dans le rôle de Time, l'ami de Kinn qui est en couple avec Tay.
- Nutthasid Panyagarm (Notd) dans le rôle de Big, le garde du corps de Kinn, qui est ensuite réaffecté à Kim.
- Nakhun Screaigh (Perth) dans le rôle de Ken, le garde du corps de Kinn.
- Naphat Vikairungroj (Na) dans le rôle de Tawan, l'ex-petit ami de Kinn.

#### Famille principale Theerapanyakun
- Songsit Roongnophakunsri (Kob) dans le rôle de Korn Theerapanyakun, le père de Kinn et chef de la famille Theerapanyakun. Le frère aîné de Gun.
- Thanayut Thakoon-auttaya (Tong) dans le rôle de Tankhun Theerapanyakun, le frère aîné excentrique de Kinn et de Kim qui souffre de SSPT et ne veut pas diriger la famille.
- Asavapatr Ponpiboon (Bas) en tant que Arm, garde du corps de Tankhun féru de technologie.
- Yosatorn Konglikit (Job) dans le rôle de Pol, l'un des gardes du corps de Tankhun.
- Peter Knight dans le rôle de Chan, le garde du corps de Korn et le chef de tous les gardes du corps de la famille principale.

#### Famille secondaire Theerapanyakun
- Piya Vimuktayon (Ex) dans le rôle de Gun Theerapanyakun, le frère cadet de Korn et l'oncle de Kinn, qui est en désaccord avec la branche principale de la famille. Père de Vegas et de Macau.
- Nannakun Pakapatpornpob (Ta) dans le rôle de Macau Theerapanyakun, le deuxième et le plus jeune fils de la branche secondaire de la famille Theerapanyakun.

### Autres personnages
- Pasin Cahanding en tant que Porsche jeune
- Dorothy Prawattchanayotin en tant que Porchay jeune

## Production
En septembre 2020, la société de production Filmania a annoncé que le roman Web รักโคตรร้าย สุดท้ายโคตรรัก Story  serait adapté en série télévisée. Après avoir publié une bande-annonce en janvier 2021, Filmania a organisé une conférence de presse et une cérémonie traditionnelle pour lancer le projet en mars.
Début juillet 2021, le duo d'écrivains Daemi, auteur du web-roman original, a annoncé son départ de Filmania.
Fin août 2021, un nouveau teaser a été publié par la société de production Be On Cloud et le titre de la série a été raccourci en KinnPorsche : The Series. En novembre 2021, une conférence de presse a confirmé la distribution et annoncé une collaboration avec le groupe de rock Slot Machine. KinnPorsche est la première série originale thaïlandaise de la plateforme chinoise iQIYI , qu'elle diffuse en version intégrale ("non censurée") sous le titre KinnPorsche: La Forte. 

## Tournée Mondiale
La tournée KinnPorsche The series World Tour 2022 a démarré les 24-25 juillet 2022 à l'Impact Arena de Bangkok avec deux spectacles à guichets fermés pour plus de 20 000 fans présents. Le reste de la tournée a eu lieu entre septembre et octobre de la même année à Singapour, Séoul, Manille et Taipei.
Une escale au Vietnam avait été initialement prévue le 28 octobre à Ho Chi Minh City mais a été reportée le 22 septembre pour être ensuite annoncée le 11 février 2023. Le spectacle a été annulé le 6 février en raison de menaces contre les acteurs.
La tournée a tenu son spectacle final à Bangkok le 25 février 2023.

## Bandes son
| Titre de la chanson        | Artiste                          | Notes                                      | Ref.   |
| -------------------------- | -------------------------------- | ------------------------------------------ | ------ |
| เพียงไว้ใจ (Phiang Waichai)  | Slot Machine                     | Thème d'ouverture                          | [ 7 ]  |
| Free Fall                  | Slot Machine                     | Thème de fin (depuis l'épisode 1)          | [ 8 ]  |
| แค่เธอ (Why Don't You Stay) | Jeff Satur                       | Thème de fin (épisodes 7, 8 et Side Story) | [ 9 ]  |
| เพลงนี้ชื่อว่าเธอ               | Tinnasit Isarapongporn (Barcode) | Thème de fin (épisode 9)                   | [ 10 ] |
| ย้อนแย้ง                     | เอก (Aek) Season 5               | Thème de fin (épisode 10)                  | [ 11 ] |

## Audience

### Cotes d'écoute de la télévision thaïlandaise
- Dans le tableau ci-dessous, les nombres bleus représente les notes les plus basses et les nombres rouges représente les notes les plus élevées.

| Épisode No. | Créneau horaire ( UTC+07:00 ) | Date de diffusion | Moyen part d'audience | Ref.     |
| ----------- | ----------------------------- | ----------------- | --------------------- | -------- |
| 1           | Samedi 23h00 Samedi 19h00     | 2 avril 2022      | 0,151 %               | [ 12 ]   |
| 2           | 9 avril 2022                  | 0.146%            | [ 13 ]                |          |
| 3           | 23 avril 2022                 | 0,231 %           | [ 14 ]                |          |
| 4           | 30 avril 2022                 | 0,154 %           | [ 15 ]                |          |
| 5           | 7 mai 2022                    | 0,323 %           | [ 16 ]                |          |
| 6           | 14 mai 2022                   | 0,351 %           | [ 17 ]                |          |
| 7           | 21 mai 2022                   | 0,223 %           | [ 18 ]                |          |
| 8           | 28 mai 2022                   | 0,314 %           | [ 19 ]                |          |
| 9           | 4 juin 2022                   | 0,219 %           | [ 20 ]                |          |
| 10          | 11 juin 2022                  | 0,219 %           | [ 21 ]                |          |
| 11          | 18 juin 2022                  | 0.386%            | [ 22 ]                |          |
| 12          | 25 juin 2022                  | 0,303 %           | [ 23 ]                |          |
| 13          | 2 juillet 2022                | 0,380 %           | [ 24 ]                |          |
| 14          | 9 juillet 2022                | 0,362 %           | [ 25 ]                |          |
| Moyen       | Moyen                         | Moyen             | 0.314% 1              | 0.314% 1 |

- 1 Basé sur la part d'audience moyenne par épisode.